# Yumiko Shaku
Yumiko Shaku (釈由美子; 12 giugno 1978) è un'attrice e idol giapponese.
Si fa conoscere come modella fotografica su riviste destinate a un pubblico di adolescenti. In seguito partecipa a diverse trasmissioni televisive di varietà e incide dei dischi. Da alcuni anni recita come attrice in alcuni film e in molti dorama e serie televisive. Fra gli altri lavori ha avuto ruoli da protagonista interpretando la parte di Izuki nel film e nella serie tratti dal manga Skyhigh di Tsutomu Takahashi, andati in onda nel 2003 e nel 2004, e nel film Princess Blade, dove ha interpretato il ruolo della principessa Yuki.

## Filmografia

### Televisione
- 2012: Lucky Seven (Fuji Television; Episodio 8)
- 2012: Detective Suzuki Kurokawa (Yomiuri Television with NTV; Episodio 1)
- 2011: The Solution After Dinner (Fuji Television; Episodio 2)
- 2011: BOSS 2 (Fuji Television; Episodi 1-2)
- 2011: The Secret Agency of Edo (The Secret 808 Agency)
- 2011: Indictment~Court Appointed Attorney (TV Asahi; Episodi 1-2,7-8)
- 2010: Mori no Asagao (Tokyo TV; Episodi 4, 5)
- 2010: Divorce Syndrome (NHK Special)
- 2009: Very Strange Tale 2009
- 2009: Love Game
- 2009: Marriage Cutlet
- 2009: Why Women Marry With Distinct Blood Types
- 2009: Kamen Rider G
- 2008: Team Batista no Eiko
- 2008: Seven Women Lawyers (Serie 2)
- 2008: Bara no nai Hanaya
- 2007: Galileo (serie televisiva) (epi 8)
- 2007: Himitsu no Hanazono
- 2006: Saiyuki (serie televisiva) (epi 6)
- 2006: Seven Women Lawyers (Serie 1)
- 2005: Kiken na aneki
- 2004: Kurokawa no Techou
- 2004: Sky High 2
- 2003: Sky High
- 2003: Stand Up! (serie televisiva)
- 2002: Ikiru Tame no Jonetsu Toshite no Satsujin

## Film
- - 2014: Aibou: The Movie III (April 28, 2014)
  - 2013: Tiger Mask (The Movie)
  - 2012: Little Maestra
  - 2010: Saraba Itoshi no Daitouriyou
  - 2008: Sushi Prince! Goes to New York
  - 2005: Henshin
  - 2003: Sky High
  - 2003: Godzilla: Tokyo S.O.S. (Gojira Mosura Mekagojira - Toukyou S.O.S.)
  - 2002: Godzilla Against Mechagodzilla (Gojira tai Mekagojira)
  - 2001: The Princess Blade (Shurayukihime)

## Singoli
- Dramatic ni Koi wo shite (2001)
- Shaku Oshaku (2002)